# Kathrin Tsainis
Kathrin Tsainis (* 7. Mai 1967 in Nürnberg) ist eine deutsche Journalistin und Schriftstellerin.

## Leben
Kathrin Tsainis wuchs in Nürnberg auf und studierte nach dem Abitur zunächst Psychologie an der Friedrich-Alexander-Universität Erlangen-Nürnberg. Anschließend besuchte sie in Hamburg die Henri-Nannen-Journalistenschule.
Ihre journalistische Karriere begann sie 1997 als Redakteurin bei Brigitte Young Miss und wechselte 1998  zur Frauenzeitschrift Brigitte, wo sie als Redakteurin im Ressort „Dossier/Psychologie“ tätig war. Zwischen November 2000 und März 2003 arbeitete sie als Reporterin für das Magazin Max. Zum 1. März 2003 übernahm Tsainis die Leitung der Redaktion von Brigitte Young Miss und wurde im Januar 2004 deren Chefredakteurin. Anfang 2006 wechselte sie als Autorin zu Brigitte.
Gemeinsam mit ihrer Kollegin Monika Held verbrachte Tsainis im Juni 2006 fünf Tage in Frankfurt mit der damals fast 90-jährigen Psychoanalytikerin Margarete Mitscherlich. Aus diesem sehr ausgedehnten, intensiven Interview entstand die 2007 im Münchner Diana-Verlag als Brigitte-Buch erschienene Autobiografie Mitscherlichs mit dem Titel Eine unbeugsame Frau. Margarete Mitscherlich im Gespräch mit Kathrin Tsainis und Monika Held.
Kathrin Tsainis lebt und arbeitet in Hamburg.

## Veröffentlichungen
als Autorin
- Dreißig Kilo in drei Tagen. Rowohlt Taschenbuch-Verlag, Reinbek bei Hamburg 2001, ISBN 978-3-499-22925-1.
  - 30 kilos en 3 días ... y otras mentiras. Madrid, Suma de Letras 2003, ISBN 84-663-0914-4 (spanisch).
- Tagediebe. Rowohlt Taschenbuch-Verlag, Reinbek bei Hamburg 2003, ISBN 978-3-499-23302-9.
- Kathrin Tsainis, Monika Held: Eine unbeugsame Frau. Margarete Mitscherlich im Gespräch mit Kathrin Tsainis und Monika Held. Diana, München 2007, ISBN 978-3-453-13110-1.
- Enno, mein Bett und ich. Diana, München 2008, ISBN 978-3-453-35292-6.

als Herausgeberin
- 33 Grad im Schatten: das Brigitte-Sommerlesebuch. Anthologie. Diana, München 2009, ISBN 978-3-453-35415-9.